# Clobenzorex
Clobenzorex (nomes comerciais: Asenlix, Dinintel, Finedal, Rexigen) é uma droga estimulante da classe química das anfetaminas usada como inibidor de apetite. A droga é distribuída legalmente no México sob o nome comercial Asenlix pela Aventis.
Quimicamente, o clobenzorex é um pró-fármaco N-substituído da anfetamina que, após ingerido, é metabolizado principalmente em 4-hidroxiclobenzorex; embora pequenas quantidades também sejam metabolizadas em dextroanfetamina. A droga começou a ser prescrita como anorexígeno na década de 1970.

## Química

### Síntese

Síntese de Thieme: Patente: Radiomarcada:

A condensação entre anfetamina (1) e 2-clorobenzaldeído (2) forma uma base de Schiff, CID:135056236 (3). Em seguida, a redução com borohidreto de sódio completa a síntese do clobenzorex (4).

### Detecção na urina
O clobenzorex é uma substância que pode ser identificada na urina, o que pode causar falsos positivos em testes de drogas e exames toxicológicos. É um dos muitos fármacos que podem causar falsos positivos na triagem de anfetaminas na urina. No entanto, é possível distingui-lo das anfetaminas por meio de testes específicos para seus metabólitos, como o 4-hidroxiclobenzorex, ou por análise enantiomérica.